# Paradigm
Paradigm ist ein Adventure des australischen Entwicklers Jacob Janerka, das 2017 für Personal Computer mit den Betriebssystemen Microsoft Windows, Linux und macOS erschien.

## Handlung
Der Spieler übernimmt die Rolle von Paradigm, einem Mutanten, der in einer postapokalyptischen Zukunft im Jahr 2026 in einem osteuropäischen Land namens Krusz lebt und davon träumt, ein berühmter Musiker der elektronischen Musik zu werden. Zu Spielbeginn möchte er mit Hilfe seines Computers an Musikstücken seiner geplanten EP arbeiten, doch der Rechner startet nicht. Auf der Suche nach einer Bootdiskette wird Paradigm mit seiner Vergangenheit konfrontiert – er ist ein fehlgeschlagenes Experiment der Firma Dupa Genetics, die Wunschkinder für vermögende Kunden produziert, so auch Paradigm. An diesem stellten sich während seiner Kindheit aber schlimme Mutationen heraus, so dass Dupa Genetics ihn in einer verlassenen Kleinstadt aussetzte und sich selbst überließ, um den Ruf der Firma nicht zu schädigen. Auf der Suche nach seiner Diskette stößt Paradigm auf die gegen Dupa kämpfende Rebellengruppe PAGST, deren charismatische Anführerin ihn auf ihre Seite ziehen kann, so dass aus dem ursprünglichen, simplen Spielziel nach und nach ein Kampf gegen Dupa und deren Geschäftsführer Olof wird.

## Spielprinzip und Technik
Paradigm ist ein Point-and-Click-Adventure. Aus Sprites zusammengesetzte Figuren agieren vor handgezeichneten, teilanimierten Kulissen. Mit der Maus kann der Spieler seine Spielfigur durch die Örtlichkeiten bewegen und mit den Maustasten Aktionen einleiten, die den Spielcharakter mit seiner Umwelt interagieren lassen. Paradigm kann so Gegenstände finden und sie auf die Umgebung oder andere Gegenstände anwenden sowie im Rahmen von Multiple-Choice-Dialogen mit NPCs kommunizieren. Mit fortschreitendem Handlungsverlauf werden weitere Orte freigeschaltet. Technisch basiert Paradigm auf der Visionaire-Engine, die im kommerziellen Bereich primär für Adventures eingesetzt wird, so für zahlreiche Spiele des deutschen Studios Daedalic.

## Produktionsnotizen
Der in Perth lebende Paradigm-Autor Janerka ist Computergrafiker. Abgesehen von einer kleinen Rolle als Sprecher im Indie-Adventure Shardlight ist Paradigm sein erster bekannter Kontakt zur Computerspieleindustrie. Für die Produktion des Spiels startete er eine Crowdfunding-Kampagne auf der Plattform Kickstarter, mit der ab September 2014 14.000 AUD (damals knapp 10.000 EUR) eingenommen werden sollten. Janerka kündigte seine Stelle auf, um sich voll auf die vierwöchige Kampagne konzentrieren zu können. Eine gratis spielbare Demo wurde auf der Projektseite zum Download angeboten. Schließlich wurden gut 36.500 AUD (damals gut 25.500 EUR) erzielt. Eine Veröffentlichung wurde für Juli 2015 avisiert; dieser Termin konnte allerdings nicht gehalten werden. Im August 2016 wurde Paradigm als einer von sechs Titeln ausgewählt, die auf der Veranstaltung „Indie Showcase“ der PAX Aus vorgestellt wurden. Letztendlich erschien Paradigm im April 2017 über die Plattformen Steam und Gog. Durch die gegenüber der Planung höheren Einnahmen konnten unter anderem einige professionelle Sprecher verpflichtet werden, so wird Antagonist Olof vom britischen Film- und Theaterschauspieler Ian Champion gesprochen; kleinere Rollen wurden von den australischen Synchronsprechern Ross O’Donovan und Vitas Varnas übernommen. Die US-amerikanische Sprecherin Fryda Wolff, die Sprechrollen in Computerspielen wie Fallout 4, Mass Effect: Andromeda oder XCOM 2 hatte, übernahm die Rolle der Anführerin der PAGST-Rebellen sowie fünf kleinere Rollen; Autor Janerka selbst sprach neben dem Protagonisten Paradigm mit verstellter Stimme und verschiedenen Akzenten fünf weitere Rollen ein. Er schrieb auch den Text für eine im Spiel versteckte Single, Babe I love you, but I'm a T-Rex, die aus einem Duett zwischen dem Musikproduzenten Josh Amphlett und der Singer/Songwriterin Dharshini Murugiah besteht. Janerka legte in einem Interview mit dem Fachmagazin Cliqist dar, dass der Charakter seiner Spielwelt auf Vorstellungen von der Zukunft beruhe, wie sie in den 1970er- und 1980er-Jahren dominiert hätten.

## Rezeption
Aus sechs aggregierten Wertungen erzielt Paradigm auf GameRankings einen Score von 90 %, Metacritic aggregiert acht Rezensionen zu einem Score von 85. Kosta Andreadis zog für IGN Vergleiche zum „Alles ist möglich“-Humor von Adventures der 1990er-Jahre wie Sam and Max und Space Quest. Er lobte die Sprachaufnahmen, den „souveränen“ Humor und die gelungene Immersion in eine fremde Ära und Kultur, kritisierte die einfachen Rätsel und bewertete Paradigm als „traditionelles Point-and-Click-Adventure voller Herzenswärme und abgeschlagener Köpfe in Einmachgläsern“. Das US-Magazin Destructoid stellte positiv heraus, dass selbst Nebencharaktere detailliert und liebevoll gestaltet seien. Es merkte negativ an, dass der Humor des Spiels, dessen Inspiration Rezensent Dennis Carden in der Comedian-Gruppe The Mighty Boosh und der TV-Serie BoJack Horseman sah, nicht für jedermann geeignet sei. Carden stellte die These auf, dass die kurze Spielzeit (die in verschiedenen Reviews mit etwa sechs bis zehn Stunden angegeben wird) ein wichtiger Faktor für das Funktionieren des Spiels sei, da der Humor von Autor Janerka und somit viele Situationen und Wendungen nicht vorhersehbar sei, während bei einer längeren Spieldauer eine die Langeweile fördernde Erwartungshaltung eintreten würde. Das Kotaku-Magazin wies auf eine hohe Zahl von Referenzen an Filme, Computerspiele und popkulturelle Ereignisse hin und bezeichnete Paradigm als „eine Art Museum für unterschiedlichste Science-Fiction-Referenzen und Adventure-Inspirationsquellen“. Das britische Magazin Rock, Paper, Shotgun fokussierte sich auf die ungewöhnlichen Charaktere des Spiels, wobei es den Protagonisten als „hässlichsten Protagonisten der Spielegeschichte“ bezeichnete und einige Nebencharaktere wie einen Computer, der süchtig nach Internet-Chatrooms ist, und eine beatboxende Aubergine hervorhob. Das deutsche Indie-Magazin Adventurecorner bezeichnete die Grafik des Spiels als qualitativ eher grob, jedoch voller liebevoller Details. Das Magazin lobte „abgedrehte Storyelemente“ und den Wortwitz des Spiels und kritisierte wenig abwechslungsreiche und wenig fordernde Rätsel.
Bei den Aeggie Awards des Fachmagazins Adventure Gamers siegte Paradigm 2017 in der Kategorie „Best Character“.